# Виктория и её гусар
Виктория и её гусар (нем. Viktoria und ihr Husar) — оперетта венгерского композитора Пала Абрахама на либретто Альфреда Грюнвальда и Фрица Лёнер-Беды.
Премьера состоялась 21 февраля 1930 года в Будапеште. За дирижёрским пультом был композитор. В Германии «Викторию» первый раз увидели в Лейпциге 7 июля 1930 года. Венская премьера прошла в театре Ан дер Вин 23 декабря 1930 года. Английская версия увидела свет в лондонском Театре Палас 17 сентября 1931 года. Автор английского текста — Гарри Грэм.

## Создание
История Виктории разворачивается после Первой мировой войны. Гусарский ротмистр Иштван Кольтаи и его денщик сбегают из лагеря военнопленных в Сибири. Они прибывают в Японию, чтобы просить убежища в Посольстве Соединённых Штатов Америки. Посол (легат) Джон Канлайт даёт им приют и знакомит со своей венгерской женой Викторией. Оказывается, что Виктория и Кольтаи не только знакомы, но и были влюблены и помолвлены до войны.
При создании "Виктории" Абрахаму удалось удачно совместить традиционные венгерские мотивы, которыми так известны оперетты Имре Кальмана, с обворожительными танцевальными мелодиями модного в то время джаза. Ещё одной отличительной чертой оперетты является наличие сразу двух характерных героев, а соответственно и двух субреток. Это придаёт их дуэтам и юмористическим диалогам ещё больше шарма и добавляет популярности среди зрителей.

## Действующие лица
| Виктория                | Графиня из Венгрии                                        | сопрано |
| Иштван (Стефан) Кольтаи | Гусарский поручик, попавший в плен в Первой Мировой войне | тенор   |
| Джон Канлайт            | Американский посол, муж Виктории                          | баритон |
| Граф Ферри Хегедюш      | Брат Виктории                                             | тенор   |
| О Лиа Сан               | Невеста графа Ферри                                       | сопрано |
| Рикетт                  | горничная Виктории                                        | сопрано |
| Янчи                    | денщик Кольтаи                                            | тенор   |
| Бела Пёркёлти           | градоначальник                                            | баритон |
| Японский священник      |                                                           | баритон |

## Сюжет
Действие происходит после 1918 года.

### Пролог
Сибирь.
Гусар Иштван Кольтаи и его денщик Янчи сбегают из лагеря, избежав расстрела.

### Первый акт
Япония. Посольство США.
В посольстве празднуется помолвка Ферри и Лио Сан. После праздника в посольстве появляются Кольтаи и Янчи.  Представившись послу другим именем, Кольтаи объясняет, что они венгры и сбежали из сибирской тюрьмы и теперь им нужна дипломатическая защита. Жена посла графиня Виктория - венгерка, и он с радостью принимает их. На самом деле, Кольтаи и Виктория давно друг друга знают. Поэтому гусар, увидев свою возлюбленную в окне посольской машины, решает просить убежища в Посольстве. Они встречаются вновь на свадьбе Ферри и Лиа Сан.

### Второй акт
Петроград. Посольство США.
Канлайт получает назначение в Петроград, вместе с ним приезжают и Кольтаи с Янчи. Янчи мечтает вернуться на родину, но Кольтаи готов вернуться только вместе с Викторией. 
На приёме Виктория просит любимого уехать, ведь он может быть схвачен русскими властями в любой момент. Гусар объясняется с Викторией: только мысль о ней помогла ему пройти сквозь ужасы войны и выжить в плену и в тюрьме, а она предала его, выйдя замуж за другого. Виктория рассказывает, что Иштван Кольтаи числился в списках погибших вместе с остальными солдатами и офицерами своего полка. В посольство входят русские должностные лица, и Кольтаи, несмотря на очевидную любовь Виктории, готовится покинуть его без неё. Видя, что жизнь Кольтаи под угрозой, Виктория лишается чувств, и тогда Канлайт понимает, что его жена всю жизнь любит другого.

### Третий акт
Год спустя. Доросма.
Виктория развелась с мужем и вернулась в родной город. В городе празднуют сбор урожая винограда. В этой местности есть обычай, что в этот день должно быть сыграно три свадьбы. Первой парой будут Ферри и Лиа Сан, ведь их японский брак недействителен в Венгрии. Второй - Янчи и Рикетт, горничная Виктории. Граф Ферри хочет, чтобы Виктория вернулась к Канлайту, который незадолго до этого назначен послом в Венгрии. Виктория готова попробовать начать все сначала, но Канлайт приезжает не один. С собой он привозит Иштвана Кольтаи. Он слишком сильно любит свою жену, чтобы позволить ей быть несчастной. Виктория и Кольтаи становятся третьей парой, которая играет свадьбу в Праздник урожая винограда.